# Skolevalg 2017
Skolevalget 2017 var det andet officielle skolevalg i Danmark og fandt sted torsdag den 2. februar 2017. Der blev stemt på 10 forskellige ungdomspartier om 179 fiktive pladser til det danske parlament folketinget.
Skolevalget er et valg for danske skoleelever i  8., 9. og 10. klasser. Valget skulle simulere et folketingsvalg. Derfor fik eleverne også tilsendt valgkort, da de skulle ned at stemme efter bl.a. at have arbejdet med demokrati, valghandlinger, ungdomspartier, mærkesager og debatter.
Valget blev udskrevet d. 15. januar af Statsminister Lars Løkke Rasmussen til afholdelse d. 2. februar 2017. Ca. 63.000 elever deltog.

## Forløb
Valget blev udskrevet af Statsminister Lars Løkke Rasmussen d. 15. januar 2017. Herefter var der et tre ugers forløb for eleverne om bl.a. demokrati og valg. 
Eleverne skulle ligeledes oprette mærkesager og advokere for dem. 
Ungdomspartierne havde også valgt tre mærkesager: 
- 16 åriges valgret
- 30 timers arbejdsuge (Ø, Å)
- Kortere skoledag i folkeskolen (C, V)
- Danmark skal tage i mod flere flygtninge (B, F, Ø)
- De rigeste skal betale mere i skat (F)
- Fjern afgiften på el-biler (B)
- Gratis psykologhjælp til unge under 25 (A, F)
- Højere ydelser til arbejdsløse (A)
- Hårdere straffe for vold og overgreb (C, D, O)
- Fjernelse af topskatten (C, I, V)
- Kødfrie dage i offentlige institutioner (Å)
- Niveauopdelte klasser i folkeskolen
- Legaliser peberspray (I, O)
- Militæret skal styrkes
- Danmark skal melde sig ud af EU (D)
- Permanent grænsekontrol (D, O)
- Indfør aktiv dødshjælp (B, I, V)
- Sexmobning på skoleskemaet (A, Ø)
- Strengere miljøkrav til landbruget (Å)
- Ja til atomkraft

Det kulminerede i en lang række debatter over hele landet, mellem ungdomspartierne.

## Resultat
Resultatet blev en sejr til blå blok, der fik 55,3 % af stemmerne, svarende til 96 mandater, mod rød bloks 79. Blå blok gik i alt 7 mandater tilbage, men havde altså stadig en sejr.
Bedst gik det for Venstres Ungdom, der fik 35 mandater, på trods af en tilbagegang på 15 mandater. 
Radikal Ungdom og Liberal Alliances Ungdom kunne notere sig 5 mandaters fremgang. 
Den store sejrherre set i stigning af mandater må være Alternativets Unge, der ville storme ind i Folketinget med 11 mandater, hvis valget havde været reelt. 
Nye Borgerliges Ungdom klarede ikke spærregrænsen og derved gik 1,4 % af stemmerne tabt, mens Kristendemokratisk Ungdomsparti ikke var opstillingsberettiget på tidspunktet.  
IO = Ikke opstillingsberettiget  
| Parti   | Parti                              | Partileder                        | Mandater i Folketinget pr. 2015 | Mandater i Folketinget pr. 2015 | Mandater efter forrige skolevalg | Mandater efter forrige skolevalg | Mandater efter skolevalget 2017 | Mandater efter skolevalget 2017 | Mandatændring              | Mandatændring              |
| Parti   | Parti                              | Partileder                        | Antal                           | %                               | Antal                            | %                                | Antal                           | %                               | Antal                      | %                          |
| ------- | ---------------------------------- | --------------------------------- | ------------------------------- | ------------------------------- | -------------------------------- | -------------------------------- | ------------------------------- | ------------------------------- | -------------------------- | -------------------------- |
| Danmark |                                    |                                   |                                 |                                 |                                  |                                  |                                 |                                 |                            |                            |
|         | Venstres Ungdom                    | Chris Holst Preuss                | 34                              | 19,5 %                          | 49                               | 27,4 %                           | 34                              | 19,1 %                          | 15                         | 8,3 %                      |
|         | Danmarks Socialdemokratiske Ungdom | Lasse Quvang Rasmussen            | 47                              | 26,3 %                          | 32                               | 17,6 %                           | 28                              | 15,6 %                          | 4                          | 2,1 %                      |
|         | Liberal Alliances Ungdom           | Stefan Roy Frederiksen            | 13                              | 7,5 %                           | 19                               | 11,0 %                           | 24                              | 13,5 %                          | 5                          | 2,5 %                      |
|         | Konservativ Ungdom                 | Andreas S. Weidinger              | 6                               | 3,4 %                           | 19                               | 10,5 %                           | 23                              | 12,8 %                          | 4                          | 2,3 %                      |
|         | Radikal Ungdom                     | Victor Boysen                     | 8                               | 4,6 %                           | 17                               | 9,8 %                            | 20                              | 11,4 %                          | 3                          | 1,6 %                      |
|         | Dansk Folkepartis Ungdom           | Chris Veber Østergaard            | 37                              | 22,2 %                          | 16                               | 9,0 %                            | 15                              | 8,4 %                           | 1                          | 0,6 %                      |
|         | Alternativets Unge                 | Emilie Lucia Lumholt Stahlschmidt | 9                               | 4,8 %                           | IO                               | IO                               | 11                              | 6,4 %                           | Nyt parti                  | Nyt parti                  |
|         | Socialistisk UngdomsFront          | Kollektiv ledelse                 | 14                              | 7,8 %                           | 10                               | 6,0 %                            | 11                              | 6,1 %                           | 1                          | 0,1 %                      |
|         | SF Ungdom                          | Nanna Bonde                       | 7                               | 4,2 %                           | 13                               | 7,7 %                            | 9                               | 5,3 %                           | 4                          | 2,4 %                      |
|         | Nye Borgerliges Ungdom             | Mikkel Bjørn                      | IO                              | IO                              | IO                               | IO                               | 0                               | 1,4 %                           | Nyt parti                  | Nyt parti                  |
|         | Kristendemokratisk Ungdomsparti    | Jacob Hellwing                    | 0                               | 0,8 %                           | 0                                | 0,9 %                            | Ikke opstillingsberettiget      | Ikke opstillingsberettiget      | Ikke opstillingsberettiget | Ikke opstillingsberettiget |